# JNJ 7777120
JNJ-7777120 je lek koji je razvila kompanija Džonson & Džonson. On deluje kao potentan i selektivan antagonist histaminskog H4 receptora. On ima antiinflamatorno dejstvo. Pokazano je da je superioran u odnosu na traditionalne antihistamine u treatmanu pruritusa (svraba).